# Abel Carlevaro
Abel Julio Carlevaro Casal (* 16. Dezember 1916 in Montevideo, Uruguay; † 17. Juli 2001 in Berlin, Deutschland) war ein uruguayischer Komponist und Gitarrist.

## Leben
Carlevaro kam, wie auch sein Bruder Agustín Carlevaro, schon als Kind in Kontakt mit der Gitarre: Sein Vater, ein Arzt, baute ihm sein erstes Instrument, seine Mutter beeindruckte ihn musikalisch durch ihr Klavierspiel. Mit 20 Jahren lernte Abel Carlevaro Andrés Segovia kennen, der ihn ebenso beeinflusste wie
Heitor Villa-Lobos, Manuel María Ponce und Kurt Lange. Auf Anraten von Segovia beendete Carlevaro sein Ingenieursstudium und widmete sich ganz der Musik. 1948 trat Carlevaro eine Europatournee an, kehret aber 1951 ohne den erhofften Erfolg zurück nach Uruguay. Von 1958 bis 1980 unterrichtete er am Städtischen Konservatorium in Montevideo und verfasste bis 1973 seine Serie didacta para guitarra  und 1979 die Escuela de la guitarra, basierend unter anderem auf einer neuen Sitzhaltung nach anatomischen Prinzipien: „Die Basis von Carlevaros Methode ist die Einbeziehung des gesamten Körpers in seine instrumentale Theorie, die auf seinen Beobachtungen der natürlichen Bewegungsabläufe beruht“. Carlevaros umschreibt dies kurz mit „Die Finger beginnen im Arm, der Arm im Kopf“.
In Argentinien leitete er ab 1980 ein Internationales Gitarrenseminar in Buenos Aires, das von der 1979 gegründeten Organisation Guitarra artística de Buenos Aires (G.A.B.A.) veranstaltete Seminario international de Guitarra. Von 1993 bis zu seinem Tod leitete Carlevaro den „Meisterkurs für Gitarre mit Abel Carlevaro“ im vogtländischen Erlbach. Er starb kurz vor dem Erlbacher Sommerkurs 2001 in Berlin, der Kurs wurde von seinem Schüler Eduardo Fernández fortgeführt. Zu Carlevaros Schülern gehören auch Álvaro Pierri (* 1952) sowie Baltazar Benítez (* 1944).

## Werke

### Kompositionen
- Cronomias, uraufgeführt 1974[7]
- Introduktion und Capriccio. / Introducción y capricho Chanterelle-Verlag, Heidelberg, 1983
- Arenguay Chanterelle-Verlag, Heidelberg, 1986
- Aires de vidalita sobre un tema de E. Cotelo Chanterelle-Verlag, Heidelberg, 1994
- Abel Carlevaro - his last works Chanterelle-Verlag, Heidelberg, 2005
- Milonga oriental Chanterelle-Verlag, Heidelberg
- Microestudios Chanterelle-Verlag, Heidelberg
- Abel Carlevaro guitar masterpieces Chanterelle-Verlag, Heidelberg

### Publikationen
- Schule der Gitarre - Darstellung der Instrumentalen Theorie. Aus dem Spanischen von Rüdiger Scherping, Chanterelle, 1998.
- Carlevaro Masterclass. 4 Bände mit Übungs- und Ausführungshilfen zu Solo-Stücken von Fernando Sor („10 studies“), Heitor Villa-Lobos (5 Preludes und Choro No. 1, 12 Etudes) und Johann Sebastian Bach (Chaconne BWV 1004). Chanterelle, 1985–1989

### Diskografie (Auswahl)
- Preludios americanos.
- Suite de antiguas danzas españolas.